# گئورگی ماخاتادزه
گئورگی ماخاتادزه (روسی: Георгий Александрович Махатадзе؛ زادهٔ ۲۶ مارس ۱۹۹۸) بازیکن فوتبال اهل روسیه است.
از باشگاه‌هایی که در آن بازی کرده‌است می‌توان به باشگاه فوتبال روتور ولگوگراد، باشگاه فوتبال کازانکا مسکو، و باشگاه فوتبال روبین کازان اشاره کرد.
وی همچنین در تیم‌های ملی فوتبال Russia national under-17 football team, Russia national under-17 football team, Russia national under-18 football team, Russia national under-19 football team، و Russia national under-20 football team بازی کرده‌است.